# Sartù di riso

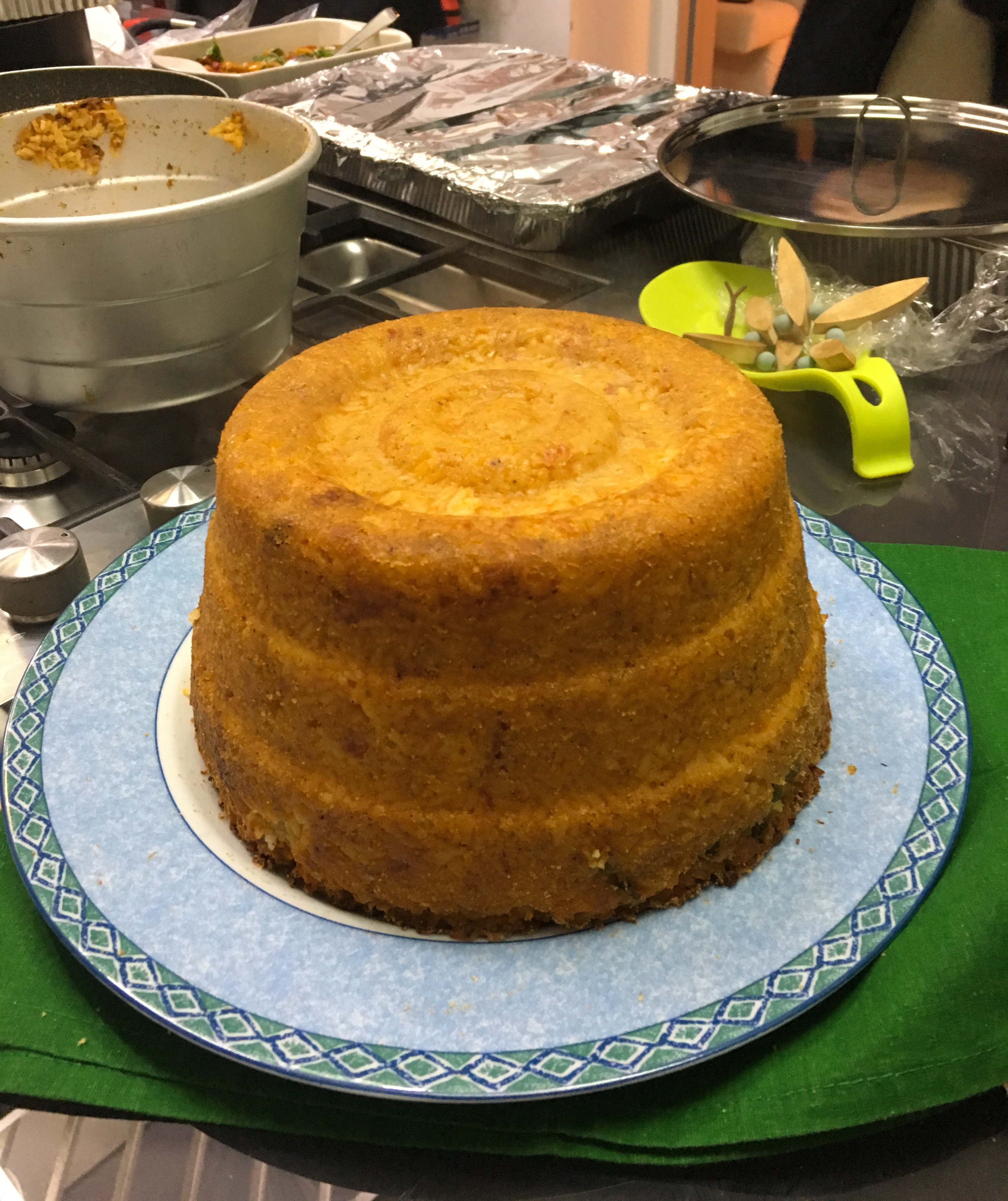
Sartù una volta sfornato

Il sartù di riso è un piatto tipico della cucina napoletana.

## Preparazione
Si prepara con riso condito con ragù, piselli, pancetta, funghi, fior di latte o provola, polpettine di carne, salsicce, uova sode e, tradizionalmente, con fegatini di pollo.
Il tutto viene infornato e quindi sformato prima di essere servito.
Si può presentare sia nella versione al sugo, con ragù, che in bianco, senza.

## Storia
Il riso, prodotto diffuso nel Regno di Napoli dagli Aragonesi, non riscontrò successo nel Meridione, tranne in Sicilia, dove era stato introdotto durante la dominazione araba. Venne adottato dalla Scuola Medica Salernitana e prescritto come cura per gli ammalati, ma non dal popolo, che gli preferiva la pasta.
Il sartù deriva probabilmente dalla necessità di adattare questa pietanza al gusto di corte, sotto l'influenza della regina austriaca Maria Carolina. I monsù, cuochi francesi di corte, crearono nel Settecento questo piatto, arricchendo il riso con numerosi ingredienti e mascherandone il sapore con la salsa di pomodoro. Il nome stesso del piatto verrebbe dal francese surtout, il centrotavola che era in uso nel Settecento e che poteva anche essere usato per portare in tavola il sartù, cucinato come un timballo.